# Wilfried Scheutz
Wilfried Scheutz (24. juni 1950 - 16. juli 2017) var en østrigsk sanger og musiker, kendt for en række hits i Austropop-perioden i Østrig, gennem 70'erne og 80'erne. Udenfor Østrigs grænser var han nok bedst kendt for sin sang "Lisa, Mona Lisa" der scorede 0 point ved Eurovision Song Contest 1988.
1. ↑  Navnet er anført på engelsk og stammer fra Wikidata hvor navnet endnu ikke findes på dansk.